# Nostromo Centinela
Nostromo Centinela  — аргентинский лёгкий многоцелевой гражданский мини-БПЛА (вертолёт). Спроектирован аргентинской фирмой Nostromo Defensa в сотрудничестве с Испанией. Предназначен для аэрофотосъёмки, трансляции и ретрансляции теле- и радиосигналов. Снабжён одним электродвигателем.

## Лётно-технические характеристики
- Диаметр несущего винта — 1,80 м
- Высота — 0,45 м
- Длина фюзеляжа — 1,5 м
- Максимальная взлётная масса — 8 кг
- Собственная масса — 6,5 кг
- Масса полезной нагрузки — 1,5 кг
- Максимальная скорость — 40 км/ч
- Продолжительность полёта — 1 час